# Episodi di Law & Order: Criminal Intent (quinta stagione)
La quinta stagione della serie televisiva Law & Order: Criminal Intent, composta da 22 episodi, è stata trasmessa in prima visione negli Stati Uniti dal 26 settembre 2005 al 14 maggio 2006 sul network NBC.
In Italia è stata trasmessa in prima visione su Fox Crime dal 18 dicembre 2007 al 26 febbraio 2008 e in chiaro su Rete 4 dal 16 agosto 2008 al 27 giugno 2009.
A partire da questa stagione la serie prevede la presenza di due coppie di detective che si alternano. Entrano così nel cast Chris Noth nei panni del detective Mike Logan (personaggio già presente nella serie Law & Order - I due volti della giustizia e protagonista di un episodio della stagione precedente Diritti violati) e Annabella Sciorra, che interpreta la detective Carolyn Barek. Questo cambiamento è stato pensato per ridurre il carico di lavoro all'attore Vincent D'Onofrio, vittima di alcuni problemi di salute nel corso della stagione precedente.
| nº | Titolo originale               | Titolo italiano           | Prima TV USA      | Prima TV Italia  |
| -- | ------------------------------ | ------------------------- | ----------------- | ---------------- |
| 1  | Grow                           | Un volto dal passato      | 25 settembre 2005 | 18 dicembre 2007 |
| 2  | Diamond Dogs                   | Diamanti insanguinati     | 2 ottobre 2005    | 18 dicembre 2007 |
| 3  | Prisoner                       | Il velo dell'inganno      | 9 ottobre 2005    | 25 dicembre 2007 |
| 4  | Unchained                      | Un padre esemplare        | 16 ottobre 2005   | 25 dicembre 2007 |
| 5  | Acts of Contrition             | Antichi peccati           | 23 ottobre 2005   | 1º gennaio 2008  |
| 6  | In the Wee Small Hours: Part 1 | Incubo senza fine (1)     | 6 novembre 2005   | 1º gennaio 2008  |
| 7  | In the Wee Small Hours: Part 2 | Incubo senza fine (2)     | 6 novembre 2005   | 8 gennaio 2008   |
| 8  | Saving Face                    | Il sogno di Frederick     | 27 novembre 2005  | 8 gennaio 2008   |
| 9  | Scared Crazy                   | Prigioniero della paura   | 4 dicembre 2005   | 15 gennaio 2008  |
| 10 | Dollhouse                      | Casa di bambola           | 8 gennaio 2006    | 15 gennaio 2008  |
| 11 | Slither                        | Un uomo perfetto          | 15 gennaio 2006   | 22 gennaio 2008  |
| 12 | Watch                          | Funerali ad alta quota    | 22 gennaio 2006   | 22 gennaio 2008  |
| 13 | Proud Flesh                    | Ragnatela di bugie        | 12 marzo 2006     | 29 gennaio 2008  |
| 14 | Wasichu                        | Wasichu                   | 19 marzo 2006     | 29 gennaio 2008  |
| 15 | Wrongful Life                  | Mamma ragno               | 26 marzo 2006     | 5 febbraio 2008  |
| 16 | Dramma Giocoso                 | Il male dentro            | 9 aprile 2006     | 5 febbraio 2008  |
| 17 | Vacancy                        | La ricerca della verità   | 16 aprile 2006    | 12 febbraio 2008 |
| 18 | The Healer                     | La vendetta degli spiriti | 23 aprile 2006    | 12 febbraio 2008 |
| 19 | Cruise to Nowhere              | Tre miglia dalla costa    | 30 aprile 2006    | 19 febbraio 2008 |
| 20 | To the Bone                    | Per amore                 | 7 maggio 2006     | 19 febbraio 2008 |
| 21 | On Fire                        | Il buon fratello          | 14 maggio 2006    | 26 febbraio 2008 |
| 22 | The Good                       | Padre e figli             | 14 maggio 2006    | 26 febbraio 2008 |

## Un volto dal passato
- Titolo originale: Grow
- Diretto da: Frank Prinzi
- Scritto da: Marlane Gomard Meyer (soggetto e sceneggiatura) e René Balcer (soggetto)

### Trama
Dopo diversi giorni di ricerche, nei malfamati condomini popolari che portano il nome di Robert Taft viene ritrovato il cadavere di un ispettore sanitario con problemi di droga. Parlando con il fratello e con sua figlia i detective rimangono colpiti dal fatto che dopo la morte della madre la bambina legga libri incentrati sull'elaborazione del lutto. Risalendo alla bibliotecaria che glieli ha suggeriti, Goren e Eames si ritrovano davanti Nicole Wallace. Intanto il capitano Deakins ha ottenuto il trasferimento alla Squadra Speciale del detective Mike Logan.
- Altri interpreti: Olivia d'Abo (Nicole Wallace).
- Ascolti USA: telespettatori 10 720 000[3]

## Diamanti insanguinati
- Titolo originale: Diamond Dogs
- Diretto da: Norberto Barba
- Scritto da: Warren Leight (soggetto), Charlie Rubin (soggetto e sceneggiatura), René Balcer (soggetto)

### Trama
Il primo caso dei detective Logan e Barek riguarda un'anomala rapina a una gioielleria, al termine della quale uno dei titolari è stato assassinato. Ben presto altri negozi vengono colpiti dal medesimo ladro, che ogni volta uccide uno dei due coniugi gestori dell'attività. Tutti i sospetti covergono su Johnny Feist, un tossicodipendente, e sua madre.
- Guest star: Peter Scanavino (Johnny Feist).

- Ascolti USA: telespettatori 12 350 000[4]

## Il velo dell'inganno
- Titolo originale: Prisoner
- Diretto da: Rick Wallace
- Scritto da: Gina Gionfriddo (soggetto e sceneggiatura) e René Balcer (soggetto)

### Trama
Il direttore di un carcere viene trovato legato con filo spinato e manette a una rete di recinzione. L'uomo non dà informazioni utili alle indagini, lasciando intendere che possa trattarsi della vendetta di un ex detenuto, ma Goren e Eames scoprono che la vittima aveva ricevuto una lettera contenente una richiesta di riscatto di 50 000 dollari in cambio della liberazione della moglie, scomparsa da una decina d'anni.
- Ascolti USA: telespettatori 12 890 000[5]

## Un padre esemplare
- Titolo originale: Unchained
- Diretto da: Alex Zakrzewski
- Scritto da: Stephanie Sengupta (soggetto e sceneggiatura), René Balcer (soggetto)

### Trama
Joseph Long, figlio di un poliziotto, viene ucciso con metodo mafioso, ma le indagini di Logan e Barek non trovano alcun movente plausibile. Ipotizzando che gli assassini abbiano sbagliato persona, i detective scovano un altro Joseph Long la cui ragazza, scomparsa, lavorava nella studio di un chiropratico che ha in cura il mafioso Big Georgie.
- Ascolti USA: telespettatori 11 530 000[6]

## Antichi peccati
- Titolo originale: Acts of Contrition
- Diretto da: Frank Prinzi
- Scritto da: Warren Leight (soggetto e sceneggiatura) e René Balcer (soggetto)

### Trama
Suor Dorothy viene assassinata nella chiesa dove, assieme alle consorelle, prestava aiuto a giovani prostitute sfruttate. Dopo aver identificato uno dei criminali dalla descrizione di una ragazza, Goren e Eames lo seguono fino al covo della banda, dove trovano altre giovani segregate. Da un rapido dialogo con uno dei malviventi capiscono però che non sono stati loro a commettere il delitto. Ripartendo dalla scena del crimine, notano sul pavimento della chiesa un disegno stilizzato del pianeta Saturno mascherato volontariamente dalla cera delle candele. L'indizio li porta a uno schizofrenico del posto che ama replicare quel simbolo, ma appare subito chiaro che si tratta di un depistaggio mal riuscito.
- Ascolti USA: telespettatori 10 450 000[7]

## Incubo senza fine (1)
- Titolo originale: In the Wee Small Hours (Part 1)
- Diretto da: Jean de Segonzac
- Scritto da: Stephanie Sengupta (soggetto e sceneggiatura) e René Balcer (soggetto)

### Trama
Una ragazza dell'Iowa scompare durante la sua gita scolastica a New York City, provocando un'enorme frenesia mediatica che travolge i detective Goren, Eames, Logan e Barek quando il loro principale sospettato Ethan Garrett, è il figlio di un potente giudice. Il caso si amplia quando appare che il padre donnaiolo dell'imputato, Harold Garrett, è un complice che ha agito per proteggere suo figlio - e potrebbe essere lui stesso un sospettato di omicidio - ma non ha paura di rispondere duramente agli investigatori.
- Altri interpreti: Colm Meaney (Harold Garrett), Matt O'Leary (Ethan Garrett).
- Ascolti USA: telespettatori 14 280 000[8]

## Incubo senza fine (2)
- Titolo originale: In the Wee Small Hours (Part 2)
- Diretto da: Jean de Segonzac
- Scritto da: Stephanie Sengupta (soggetto e sceneggiatura) e René Balcer (soggetto)

### Trama
Il caso continua mentre le prove aumentano contro il giudice, che attacca a livello personale i detective Goren, Logan e Barek. Nel frattempo, il viceprocuratore distrettuale Ron Carver deve cercare di affrontare la condanna del figlio del giudice la cui difesa si occupa di sporcare il buon nome del detective Goren, tirando fuori una vecchia lettera che Eames ha dato al suo ufficiale superiore nel 2001, nella quale richiede un nuovo partner a causa dei metodi singolari del detective Goren. Ma mentre ciò accade, vengono alla luce alcune nuove prove che potrebbero trascinare con sé l'intera famiglia del giudice.
- Altri interpreti: Fred Dalton Thompson (Arthur Branch), Colm Meaney (Harold Garrett), Matt O'Leary (Ethan Garrett).
- Ascolti USA: telespettatori 14 280 000[8]

## Il sogno di Frederick
- Titolo originale: Saving Face
- Diretto da: Rick Wallace
- Scritto da: Gerry Conway (soggetto e sceneggiatura) e René Balcer (soggetto)

### Trama
Il cadavere mutilato di una ragazza viene trovato dietro a un cassonetto. Il fatto che stomaco e intestino siano stati asportati e che la giovane fosse appena scesa da un volo proveniente dal Guatemala fa ritenere che possa essere stata un corriere della droga, ma col procedere delle indagini questa pista perde corpo. Logan e Barek ripartono allora da un'ingente somma di denaro che la studentessa di medicina aveva donato a una fondazione impegnata a compiere operazioni di chirurgia facciale nei confronti dei bisognosi del Centro America.
- Ascolti USA: telespettatori 10 950 000[9]

## Prigioniero della paura
- Titolo originale: Scared Crazy
- Diretto da: Marisol Adler
- Scritto da: Diana Son (soggetto e sceneggiatura) e René Balcer (soggetto)

### Trama
Un informatico viene travolto e ucciso da un pesante distributore automatico. Goren e Eames scoprono che sul posto di lavoro era stato realizzato un efficace sistema artigianale per superare le sofisticate tecnologie di sicurezza che impedivano di comunicare con l'esterno. Cercando testimonianze utili, i detective si imbattono nei dipendenti di un'impresa rivale, uno dei quali cerca di mascherare il proprio linguaggio del corpo.
- Altri interpreti: Lily Rabe (Siena Boatman).
- Ascolti USA: telespettatori 11 850 000[10]

## Casa di bambola
- Titolo originale: Dollhouse
- Diretto da: Frank Prinzi
- Scritto da: Gina Gionfriddo (soggetto e sceneggiatura); René Balcer (soggetto)

### Trama
Un venditore di automobili viene trovato morto a un incrocio, con un passamontagna sul volto e una pistola in pugno. L'analisi della scena del crimine rivela che l'uomo aveva manomesso l'impianto semaforico allo scopo di far fermare una vettura e ucciderne l'occupante, che però si aspettava l'agguato e aveva ucciso Sabo con un'altra arma. Sul luogo di lavoro della vittima Logan e Barek vengono a sapere che aveva recentemente regalato una delle sue auto a una certa Danielle Quinn. Pedinandola, i due investigatori scoprono che la donna ricatta diversi uomini sposati facendo credere loro che suo figlio sia frutto di una vecchia scappatella. Arrestata, Danielle viene difesa dal datore di lavoro di sua sorella Claire, che però non sembra svolgere al meglio il proprio compito.
- Altri interpreti: Elizabeth Berkley (Danielle Quinn).

## Un uomo perfetto
- Titolo originale: Slither
- Diretto da: Bill L. Norton
- Scritto da: Marlane Gomard Meyer (soggetto e sceneggiatura) e René Balcer (soggetto)

### Trama
Un ricco manager bancario e sua moglie vengono pesantemente drogati, a tal punto che quando vengono ritrovati diversi giorni dopo l'uomo risulta morto di overdose e la donna deve essere ricoverata in una struttura psichiatrica. Nel frattempo la loro residenza è stata svaligiata. Prima di essere sequestrate, le vittime avevano partecipato a una festa volta a introdurle nella società che conta e organizzata da Bernard Fremont, uomo di gran classe con un passato lavorativo in Asia. All'interno di un frigorifero del loft dove si era svolto l'evento viene trovata la testa del suo proprietario, uno sceneggiatore cinematografico.
- Altri interpreti: Michael York (Bernard Fremont).
- Ascolti USA: telespettatori 10 820 000[11]

## Funerali ad alta quota
- Titolo originale: Watch
- Diretto da: Alex Chapple
- Scritto da: Charlie Rubin (soggetto e sceneggiatura); René Balcer (soggetto)

### Trama
Il cadavere di una prostituta picchiata a morte precipita dal vano carrelli di un aereo, piombando in mare vicino alla costa. Logan e Barek trovano altri casi simili, tutti accomunati dal fatto che i velivoli erano partiti dall'aeroporto di New York. Interrogando i dipendenti con precedenti penali fanno la conoscenza di un fiscale ispettore della Federal Aviation Administration del turno di notte con una passione per il fumetto. Logan e Barek riescono a collegare l'omicidio della ragazza a un'altra serie di omicidi avvenuti con lo stesso modus operandi e scoprono che sia l'ispettore sia il cugino che fa il marinaio sono dei serial killer divenuti così a causa dei maltrattamenti subiti il primo dal cugino stesso quando era bambino e il secondo dal padre che lo picchiava a sangue e lui picchiava di conseguenza il cugino quando era piccolo mentre la madre e zia di entrambi non ha mai fatto nulla per difendere nessuno dei due. I due detective riescono a prevenire l'ennesimo delitto arrestando entrambi scoprendo che l'ispettore dopo l'ultimo omicidio avrebbe ucciso sia lo zio sia la zia dopodiché avrebbe ucciso il cugino e infine si sarebbe suicidato per mettere fine alla sua vita tormentata. Con uno stratagemma riescono a mettere l'uno contro l'altro inducendoli a confessare e dopo averli fatti portare via Barek nota come i padri violenti che maltrattano i figli e madri che non fanno nulla per difenderli creano degli assassini e allo stesso tempo Logan le dà ragione.
- Ascolti USA: telespettatori 10 520 000[12]

## Ragnatela di bugie
- Titolo originale: Proud Flesh
- Diretto da: Frank Prinzi
- Scritto da: Warren Leight (soggetto e sceneggiatura) e René Balcer (soggetto)

### Trama
Il figlio di un ricco uomo d'affari viene trovato morto in un albergo, con uno strato di lattice su tutto il corpo. Eames nota che un professore con cui la vittima aveva avuto dei contatti presenta la stessa passione per il sadomaso. Oltre a condividere la medesima dominatrice, i due hanno qualcos'altro in comune: il professor Lewis è stato il primo marito della matrigna del morto. Indagando sulla famiglia Slaughter, i detective scoprono che è in corso una lotta per il destino del patrimonio, minacciato dalla giovane moglie asiatica del magnate.
- Altri interpreti: Malcolm McDowell (Jonas Slaughter).
- Ascolti USA: telespettatori 12 270 000[13]

## Wasichu
- Titolo originale: Wasichu
- Diretto da: Christopher Swartout
- Scritto da: Diana Son (soggetto e sceneggiatura) e René Balcer (soggetto)

### Trama
Indagando sull'omicidio di un'agente dei Servizi Segreti, Logan e Barek scoprono che il marito della vittima - lobbista di professione - rappresenta gli interessi di entrambe le parti coinvolte nella lotta per la realizzazione di un casinò.
- Ascolti USA: telespettatori 11 380 000[14]

## Mamma ragno
- Titolo originale: Wrongful Life
- Diretto da: Darnell Martin
- Scritto da: Gerry Conway (soggetto e sceneggiatura); René Balcer (soggetto)

### Trama
Un giovane esploratore urbano muore affogato nella cisterna posta sulla sommità di un edificio. Interrogando i suoi amici, Goren e Eames fanno la conoscenza di una famiglia che ha in ballo una causa milionaria: la madre Victoria ha intenzione di ricavare molti soldi portando in tribunale il ginecologo antiabortista che non l'ha adeguatamente informata del fatto che sua figlia Lisa sarebbe nata con la spina bifida.
- Altri interpreti: Alison Pill (Lisa Ramsey).
- Ascolti USA: telespettatori 9 220 000[15]

## Il male dentro
- Titolo originale: Dramma Giocoso
- Diretto da: John David Coles
- Scritto da: Stephanie Sengupta (soggetto e sceneggiatura); René Balcer (soggetto)

### Trama
Durante un intervallo nella rappresentazione di un'opera lirica, una violinista viene gettata in un condotto di aerazione. Logan e Barek indagano su Philip Reinhardt, arrogante direttore d'orchestra sentimentalmente legato alla madre della vittima, il soprano Gillian Booth.
- Altri interpreti: Julian Sands (Phillip Reinhardt), Alice Krige (Gillian Booth).
- Ascolti USA: telespettatori 10 000 000[16]

## La ricerca della verità
- Titolo originale: Vacancy
- Diretto da: Jean de Segonzac
- Scritto da: Gina Gionfriddo (soggetto e sceneggiatura); René Balcer (soggetto)

### Trama
Al termine di un matrimonio due invitate perdono l'aereo a causa delle abbondanti nevicate e si rifugiano in un albergo di infimo livello. Durante la notte una delle due si accorge che il letto è zuppo di sangue e che l'amica è stata uccisa.
- Ascolti USA: telespettatori 11 910 000[17]

## La vendetta degli spiriti
- Titolo originale: The Healer
- Diretto da: Frank Prinzi
- Scritto da: Marlane Gomard Meyer (soggetto e sceneggiatura); René Balcer (soggetto)

### Trama
I cadaveri di due sorelle vengono ritrovati nel loro appartamento, ognuno avvolto in un bozzolo di plastica. Una delle due era una dottoranda in antropologia e studiava i rapporti degli esseri umani con la morte. Per la sua ricerca frequentava il reparto di oncologia di un ospedale, dove aveva conosciuto Jack Strong, un giovane infermiere che le aveva fornito del materiale per la tesi. Logan e Barek notano che prima di morire una paziente di Strong aveva effettuato cospicui prelievi dai propri conti, in corrispondenza con temporanei miglioramenti del proprio stato di salute.
Alla fine si scoprirà che la paziente (una malata terminale) era assistita da un'infermiera che fingendosi una guaritrice, nonché sacerdotessa vodoo, induceva a credere che le erbe e le sostanze che dava ai propri pazienti li facessero guarire quando in realtà era tutta una truffa. Le sostanze assunte dai malati, infatti, davano solo una finta sensazione di guarigione e appena smettevano di assumerle ritornavano a stare male; una volta finito l'effetto delle erbe la sacerdotessa estorceva loro denaro in cambio delle sostanze che davano loro la sensazione di essere guariti.
Una delle due ragazze uccise, grazie a uno dei discepoli della sacerdotessa vodoo, aveva cominciato a sviluppare una tesi per il suo dottorato all'università e la sacerdotessa, temendo che la tesi della ragazza potesse diventare di dominio pubblico e quindi potesse esporre la sua truffa, aveva approfittato del fatto che la ragazza volesse incontrarla e una volta entrata in casa della vittima, la donna aveva paralizzato sia lei sia la sorella con il veleno del pesce palla per poi avvolgerle nella plastica, soffocandole. Infine la sacerdotessa aveva avvelenato Strong con una massiccia dose di veleno di pesce palla uccidendo anche lui, in quanto era il discepolo che aveva rivelato i suoi segreti alla ragazza uccisa e temeva che potesse rivelare alla polizia che lei aveva ucciso le due ragazze.
Robbie, il secondo discepolo della sacerdotessa, parla con Logan e Barek che gli dimostrano l'inganno della sua maestra e di come lo aveva plagiato psicologicamente, drogandolo per anni con il litio e usando le sue tendenze suicide per manovrarlo e controllarlo a suo piacimento. Una volta capito che le erbe della sacerdotessa erano velenose e che gli spiriti non c'entravano nulla con la morte delle due sorelle e quella di Strong, Robbie decide di testimoniare contro la sua maestra. La sacerdotessa viene arrestata con grande soddisfazione di Logan nell'aver dimostrato che il voodoo e gli spiriti erano solo superstizione.
- Ascolti USA: telespettatori 11 130 000[18]

## Tre miglia dalla costa
- Titolo originale: Cruise to Nowhere
- Diretto da: Marisol Adler
- Scritto da: Warren Leight (soggetto e sceneggiatura) e René Balcer (soggetto)

### Trama
Un ex assessore viene ritrovato senza vita nelle acque dell'oceano. Goren e Eames scoprono che l'uomo aveva un insospettabile vizio per le scommesse e il gioco d'azzardo che lo aveva portato a bordo di una nave casinò, dalla quale era finito in mare. Durante la sua ultima serata aveva perso mezzo milione di dollari contro Joey Frost, un giovane e abile giocatore di poker.
- Altri interpreti: Lou Taylor Pucci (Joey Frost).
- Ascolti USA: telespettatori 9 690 000[19]

## Per amore
- Titolo originale: To the Bone
- Diretto da: Jean de Segonzac
- Scritto da: Warren Leight (soggetto), Charlie Rubin (soggetto e sceneggiatura), René Balcer (soggetto)

### Trama
Una ricca famiglia viene sequestrata nella propria casa e uccisa a colpi di machete, mentre dall'abitazione vengono rubate costose opere d'arte. Poco tempo dopo la stessa sorte accade ad alcuni loro amici.
- Altri interpreti: Whoopi Goldberg (Chesley Watkins), Carolyn McCormick (dott.ssa Elizabeth Olivet).
- Ascolti USA: telespettatori 10 350 000[20]

## Il buon fratello
- Titolo originale: On Fire
- Diretto da: Frank Prinzi
- Scritto da: Diana Son (soggetto e sceneggiatura); René Balcer (soggetto)

### Trama
Il capitano Deakins viene messo sotto osservazione dagli Affari Interni: un'email spedita dal suo computer ha raccomandato un'inaspettata promozione per l'agente che ha confermato la versione di Logan nella morte del poliziotto sotto copertura. Nel frattempo Goren e Eames si occupano di una serie di incendi dolosi che ha colpito diverse chiese e ha causato la morte dell'assistente di un pastore.
- Ascolti USA: telespettatori 11 920 000[21]

## Padre e figli
- Titolo originale: The Good
- Diretto da: Christopher Swartout
- Scritto da: Gerry Conway (soggetto e sceneggiatura); René Balcer (soggetto)

### Trama
Una coppia benestante viene uccisa nella propria residenza nella Contea di Nassau. In città Logan e Barek collaborano alla cattura del principale sospettato, il figlio tossicodipendente delle vittime, ma la poco professionale gestione dell'indagine da parte del locale detective li spinge ad approfondire il caso. Il capitano Deakins, all'ultimo omicidio prima delle dimissioni, aiuta i due investigatori a superare i limiti della loro giurisdizione.
- Altri interpreti: Elisabeth Moss (Rebecca Colemar).
- Ascolti USA: telespettatori 11 920 000[21]